# J.League Division 1 2002
Die J.League Division 1 2002 war die zehnte Spielzeit der höchsten Division der japanischen J.League und die vierte unter dem Namen Division 1. An ihr nahmen sechzehn Vereine teil. Die reguläre Saison wurde in zwei Halbserien ausgetragen und begann am 2. März 2002. Nach dem Ende der zweiten Halbserie am 30. November 2002 waren ursprünglich zwei Spiele zwischen den beiden Halbseriensiegern um den japanischen Meistertitel geplant. Diese Spiele wurden jedoch nicht ausgetragen, nachdem es Júbilo Iwata gelang, beide Serien zu gewinnen. Für Júbilo war es nach 1997 und 1999 die dritte J.League-Meisterschaft.
Absteiger in die J.League Division 2 2003 waren Sanfrecce Hiroshima und Consadole Sapporo.

## Modus
Wie in der Vorsaison standen sich die Vereine zweimal, also je einmal zuhause und einmal auswärts, gegenüber, allerdings wurden beide Halbserien als getrennte Meisterschaften gewertet. Bei Gleichstand nach 90 Minuten wurde die Spielzeit um zweimal fünfzehn Minuten verlängert, wobei die Golden-Goal-Regel zur Anwendung kam. Stand es danach immer noch unentschieden, wurde das Spiel als solches gewertet.
Für einen Sieg nach regulärer Spielzeit gab es drei, für einen Sieg in der Verlängerung zwei Punkte; bei einem Unentschieden gab es für jede Mannschaft einen Zähler. Die Tabelle einer jeden Halbserie wurde also nach den folgenden Kriterien erstellt:
1. Anzahl der erzielten Punkte
2. Tordifferenz
3. Erzielte Tore
4. Ergebnisse der Spiele untereinander
5. Entscheidungsspiel oder Münzwurf

Nach Ende einer Halbserie qualifizierte sich der Verein mit den meisten Punkten für die Endspiele um die japanische Meisterschaft. Der Sieger der Endspiele qualifizierte sich als japanischer Meister für die AFC Champions League 2004. Zur Ermittlung der beiden Absteiger wurde nach Ende der Saison nach den gleichen Kriterien wie oben angegeben eine Tabelle über die gesamte Spielzeit gebildet, die beiden schlechtesten Mannschaften mussten den Gang in die Zweitklassigkeit antreten.

## Teilnehmer
Insgesamt nahmen sechzehn Mannschaften an der Spielzeit teil. Nicht mehr dabei waren der Tabellenletzte der Vorsaison, Cerezo Osaka sowie der Vorletzte Avispa Fukuoka, die beide in die J.League Division 2 2002 absteigen mussten. Cerezo beendete mit dem Abstieg eine sieben Jahre andauernde Zugehörigkeit zur Division 1, Avispa kehrte nach sechs Jahren auf höchstem Niveau in die Zweitklassigkeit zurück.
Ersetzt wurden die beiden Absteiger durch Kyōto Purple Sanga, den Meister der Division 2 2001, sowie dem Zweitplatzierten Vegalta Sendai. Vegalta spielte zum ersten Mal in seiner Geschichte in der höchsten japanischen Spielklasse, Kyōto dagegen gelang nach dem Abstieg aus dem Oberhaus 2000 die sofortige Wiederkehr.
| Verein               | Stadt/Region         |
| -------------------- | -------------------- |
| Consadole Sapporo    | Sapporo, Hokkaidō    |
| Gamba Osaka          | Suita, Osaka         |
| JEF United Ichihara  | Ichihara, Chiba      |
| Júbilo Iwata         | Iwata, Shizuoka      |
| Kashima Antlers      | Kashima, Ibaraki     |
| Kashiwa Reysol       | Kashiwa, Chiba       |
| Kyoto Purple Sanga   | Kyōto, Kyōto         |
| Nagoya Grampus Eight | Nagoya, Aichi        |
| Sanfrecce Hiroshima  | Hiroshima, Hiroshima |
| Shimizu S-Pulse      | Shizuoka, Shizuoka   |
| FC Tokyo             | Tokio                |
| Tokyo Verdy 1969     | Tokio                |
| Urawa Red Diamonds   | Saitama, Saitama     |
| Vegalta Sendai       | Sendai, Miyagi       |
| Vissel Kōbe          | Kōbe, Hyōgo          |
| Yokohama F. Marinos  | Yokohama, Kanagawa   |

## Trainer
| Verein               | Cheftrainer                                               |
| -------------------- | --------------------------------------------------------- |
| Consadole Sapporo    | Tetsuji Hashiratani → Radmilo Ivančević → Chang Woe-ryong |
| Vegalta Sendai       | Hidehiko Shimizu                                          |
| Kashima Antlers      | Toninho Cerezo                                            |
| Urawa Reds           | Hans Ooft                                                 |
| JEF United Ichihara  | Jozef Vengloš                                             |
| Kashiwa Reysol       | Steve Perryman → Tomoyoshi Ikeya → Marco Aurélio          |
| FC Tokyo             | Hiromi Hara                                               |
| Tokyo Verdy 1969     | Yukitaka Omi → Lori Sandri                                |
| Yokohama F. Marinos  | Sebastião Lazaroni → Yoshiaki Shimojō                     |
| Shimizu S-Pulse      | Zdravko Zemunović                                         |
| Júbilo Iwata         | Masakazu Suzuki                                           |
| Nagoya Grampus Eight | Zdenko Verdenik                                           |
| Kyoto Purple Sanga   | Gert Engels                                               |
| Gamba Osaka          | Akira Nishino                                             |
| Vissel Kobe          | Ryōichi Kawakatsu → Hiroshi Matsuda                       |
| Sanfrecce Hiroshima  | Gadschi Gadschijew → Takahiro Kimura → Takeshi Ono        |

## Spieler
| Verein               | Spieler |
| -------------------- | --- |
| Consadole Sapporo    | Yōhei Satō (27/0), Ryūji Tabuchi (10/0), Hideaki Mori (1/0), Yasuyuki Konno (22/0), Maxsandro (3/0), Jadilson (17/0), Kensaku Ōmori (29/0), Naoki Sakai (17/1), Biju (26/1), Robson (5/0), Yasuyuki Moriyama (4/0), Kōji Yamase (14/4), Hiromi Kojima (5/0), Kazushi Isoyama (5/0), Tomokazu Hirama (15/0), Tsuyoshi Furukawa (16/0), Hitoshi Morishita (29/2), Gakuya Horii (14/1), Takafumi Ogura (27/7), Yūshi Soda (23/4), Tomohiro Wanami (25/0), Yōsuke Fujigaya (4/0), Kyōsuke Yoshikawa (9/0), Shin’ya Aikawa (4/2), Yasuyoshi Nara (1/0), Tatsunori Arai (5/2), Hiroshi Kichise (1/0), Yūki Tazawa (1/0), Baljak (13/3), Yoshihiro Nishida (16/1), Jin Satō (19/1), Tomoaki Matsukawa (4/0)                                              |
| Vegalta Sendai       | Norio Takahashi (18/0), Susumu Watanabe (2/0), Norio Omura (28/4), Tomohiro Katanosaka (15/0), Ricardo (28/1), Naoki Chiba (17/0), Silvinho (27/2), Marcos (24/18), Nobuyuki Zaizen (18/0), Shinji Fujiyoshi (9/1), Yoshiteru Yamashita (30/10), Teruo Iwamoto (22/4), Kiyomitsu Kobari (12/0), Yūsuke Mori (11/0), Shin’ya Mitsuoka (7/0), Yasushi Fukunaga (6/0), Shin Nakamura (3/0), Kazuhiro Murakami (18/0), Hajime Moriyasu (27/0), Satoshi Ōtomo (4/0), Tatsuya Murata (25/0), Takahiro Yamada (18/0), Takehito Suzuki (15/0), Toshiyuki Abe (10/0), Masahiro Andō (12/0), Masahiro Kazuma (2/0) |
| Kashima Antlers      | Akira Narahashi (25/1), Yutaka Akita (29/4), Fabiano (19/0), Kōji Nakata (29/6), Yasuto Honda (22/0), Mitsuo Ogasawara (27/4), Tomoyuki Hirase (7/2), Masashi Motoyama (24/3), Yoshiyuki Hasegawa (25/3), Atsushi Yanagisawa (27/7), Seiji Kaneko (3/0), Augusto (29/4), Jun Uchida (20/1), Kōji Kumagai (19/2), Tomohiko Ikeuchi (14/1), Hitoshi Sogahata (30/0), Tatsuya Ishikawa (6/1), Takeshi Aoki (13/0), Takuya Nozawa (13/0), Kōsei Nakamura (1/0), Takayuki Suzuki (8/0), Euller (14/7), Junji Nishizawa (7/0) |
| Urawa Reds           | Yōhei Nishibe (5/0), Nobuhisa Yamada (28/1), Masami Ihara (28/0), Masaki Tsuchihashi (3/0), Ichiei Muroi (14/0), Toshiya Ishii (10/1), Yūichirō Nagai (19/4), Toshiyuki Abe (4/0), Masahiro Fukuda (27/3), Emerson (24/15), Tuto (23/9), Keita Suzuki (26/1), Harison (13/1), Tatsuya Tanaka (23/5), Hideki Uchidate (30/1), Keisuke Tsuboi (30/0), Norihiro Yamagishi (26/0), Shinji Jōjō (3/0), Tōru Chishima (2/0), Tadaaki Hirakawa (22/0), Ryūji Michiki (10/0), Zelic (1/0) |
| JEF United Ichihara  | Eisuke Nakanishi (24/0), Megumu Yoshida (8/0), Takayuki Chano (25/1), Milinovic (25/3), Yūki Abe (24/1), Shin’ichi Mutō (25/0), Shigetoshi Hasebe (17/0), Katsutomo Ōshiba (27/4), Choi Yong-soo (23/16), Mujcin (6/0), Moravcik (2/0), Tomonori Tateishi (8/0), Mitsutoshi Watada (12/2), Yūto Satō (13/0), Tadatoshi Masuda (14/2), Takenori Hayashi (22/2), Ryō Kushino (23/0), Shinji Murai (26/2), Naotake Hanyū (23/2), Masataka Sakamoto (30/1), Akihiro Tabata (3/0), Daisuke Saitō (18/2) |
| Kashiwa Reysol       | Yūta Minami (27/0), Shigenori Hagimura (12/0), Norihiro Satsukawa (28/0), Takeshi Watanabe (28/1), Sōta Nakazawa (1/0), Yoo Sang-chul (9/5), Tomokazu Myōjin (27/1), Sampaio (26/3), Hideaki Kitajima (18/2), Harutaka Ōno (22/2), Nozomu Katō (18/3), Takumi Morikawa (6/0), Mitsuteru Watanabe (25/1), Masayuki Ochiai (1/0), Makoto Sunakawa (12/0), Dai Satō (1/0), Shunta Nagai (2/0), Hwang Sun-hong (7/1), Arata Sugiyama (2/0), Mitsuru Nagata (6/0), Motohiro Yoshida (3/0), Kensuke Nebiki (21/1), Tomonori Hirayama (27/2), Shin’ya Tanoue (10/1), Keiji Tamada (13/3), Tadamichi Machida (3/0), Tarō Sugahara (4/0), Yūji Unozawa (13/3), Edilson (16/7), Ricardinho (11/1), Kenji Ōshiba (1/0), Ricardo (2/0), Minoru Suganuma (2/0) |
| FC Tokyo             | Yōichi Doi (30/0), Teruyuki Moniwa (19/0), Jean (27/1), Takahiro Shimotaira (23/0), Takayuki Komine (8/0), Satoru Asari (19/0), Ryūji Fujiyama (20/0), Kenji Fukuda (21/2), Fumitake Miura (2/0), Amaral (29/15), Mitsuhiro Toda (23/4), Yukihiko Satō (13/0), Tetsuya Itō (23/1), Masashi Miyazawa (29/4), Minoru Kobayashi (8/0), Masatoshi Matsuda (2/0), Kelly (29/8), Akira Kaji (20/1), Tetsuhiro Kina (12/0), Masamitsu Kobayashi (6/3), Daisuke Hoshi (9/0), Norio Suzuki (3/0), Kazuya Maeda (1/0), Yūta Baba (8/0), Hiroyuki Omata (1/0), Oh Jang-eun (2/0), Marcelo (1/0), Naohiro Ishikawa (19/4) |
| Tokyo Verdy 1969     | Daijirō Takakuwa (12/0), Takuya Yamada (28/1), Yoshihiro Nishida (3/0), Hayato Yano (4/0), Kentarō Hayashi (20/0), Toshimi Kikuchi (3/0), Atsuhiro Miura (8/1), Edmundo (26/16), Tsuyoshi Kitazawa (4/1), Marquinhos (15/2), Hideki Nagai (11/2), Takahiro Shibasaki (2/0), Keiji Ishizuka (5/0), Seitarō Tomisawa (10/0), Kōichi Sugiyama (1/0), Naoto Sakurai (24/4), Naoki Sōma (27/0), Takumi Hayama (5/1), Michiyasu Osada (7/0), Narita Takaki (14/0), Yoshinari Takagi (17/0), Lopes (20/2), Atsushi Yoneyama (28/2), Takuya Kawaguchi (8/0), Kazuki Hiramoto (25/2), Yūya Sano (7/0), Daigo Kobayashi (21/1), Masayuki Yanagisawa (15/1), Hiroyuki Takahashi (1/0), Hayuma Tanaka (16/2), Yoshiyuki Kobayashi (23/1), Jun Tamano (5/1)    |
| Yokohama F. Marinos  | Tatsuya Enomoto (30/0), Dutra (25/1), Naoki Matsuda (25/2), Yasuhiro Hato (27/0), Yoshiharu Ueno (30/2), Naza (20/5), Akihiro Endō (20/0), Will (24/14), Shunsuke Nakamura (8/4), Norihisa Shimizu (26/2), Kazuki Satō (1/0), Kunio Nagayama (18/0), Daisuke Tonoike (2/0), Ryōsuke Kijima (3/0), Tomoyuki Hirase (19/2), Sōtarō Yasunaga (4/0), Yūki Kaneko (1/0), Shōgo Kobara (5/0), Masahiro Kazuma (1/0), Hirotaka Iida (1/0), Daisuke Sakata (19/1), Tatsunori Hisanaga (20/2), Kazuyoshi Mikami (12/0), Yōichi Mori (1/0), Daisuke Nasu (3/0), Daisuke Oku (26/7), Yūji Nakazawa (27/1), Yūtarō Abe (3/0) |
| Shimizu S-Pulse      | Masanori Sanada (13/0), Toshihide Saitō (20/1), Takuma Koga (16/0), Kazuyuki Toda (22/1), Yasuhiro Yoshida (27/1), Katsumi Ōenoki (18/0), Teruyoshi Itō (22/0), Alessandro Santos (29/9), Baron (28/6), Masaaki Sawanobori (29/3), Ryūzō Morioka (3/1), Pecelj (7/2), Kōhei Hiramatsu (27/2), Yoshikiyo Kuboyama (16/1), Keisuke Hada (6/0), Takayuki Yokoyama (11/0), Shōhei Ikeda (27/0), Takaya Kurokawa (11/0), Keisuke Ōta (2/0), Daisuke Ichikawa (30/1), Ahn Jung-hwan (10/3), Jun Muramatsu (6/0), Jumpei Takaki (10/1), Cvitanovic (5/1) |
| Júbilo Iwata         | Van Zwam (16/0), Hideto Suzuki (27/0), Gō Ōiwa (20/0), Takahiro Kawamura (16/0), Makoto Tanaka (25/0), Toshihiro Hattori (26/2), Hiroshi Nanami (24/1), Gral (9/1), Masashi Nakayama (29/16), Toshiya Fujita (30/10), Norihiro Nishi (26/4), Hiromasa Yamamoto (14/0), Nobuo Kawaguchi (23/3), Takahiro Yamanishi (24/1), Zivkovic (10/2), Ryōichi Maeda (4/0), Jō Kanazawa (22/1), Takashi Fukunishi (28/5), Taikai Uemoto (1/0), Yasumasa Nishino (1/0), Naohiro Takahara (27/26) |
| Nagoya Grampus Eight | Seigō Narazaki (30/0), Keiji Kaimoto (12/0), Yasunari Hiraoka (8/0), Masayuki Ōmori (27/0), Masahiro Koga (28/1), Motohiro Yamaguchi (25/2), Oulida (5/1), Tomoyuki Sakai (29/1), Marcelo (7/3), Vastic (18/10), Ueslei (27/20), Naoki Hiraoka (12/1), Kunihiko Takizawa (29/0), Naoshi Nakamura (29/4), Yasuyuki Moriyama (7/0), Yūsuke Nakatani (11/1), Junji Nishizawa (2/0), Kō Ishikawa (1/0), Ryūta Hara (18/5), Tetsuya Okayama (28/0), Keiji Yoshimura (2/0), Taku Harada (3/0), Atsushi Katagiri (5/0), Kei Yamaguchi (17/0), Panadic (22/0) |
| Kyoto Purple Sanga   | Naohito Hirai (26/0), Hiroshi Noguchi (1/0), Tadashi Nakamura (24/0), Kazuhiro Suzuki (28/0), Kazuki Teshima (20/0), Jin Satō (4/0), Park Ji-sung (25/7), Makoto Atsuta (18/0), Teruaki Kurobe (27/13), Daisuke Matsui (23/4), Kiyotaka Ishimaru (26/0), Masahiko Nakagawa (1/0), Shingo Suzuki (30/7), Tomoaki Matsukawa (3/0), Yūsuke Mori (1/0), Shigeki Tsujimoto (13/1), Shin’ya Tomita (20/3), Yūsaku Ueno (23/2), Hiroshi Ōtsuki (2/0), An Hyo-yeon (7/1), Hideaki Ueno (4/0), Daisuke Saitō (22/1), Takatoshi Matsumoto (4/0), Noboru Kohara (1/0), Daisuke Nakaharai (27/3), Makoto Kakuda (22/0), Zelic (1/0), Yutaka Tahara (5/1) |
| Gamba Osaka          | Naoki Matsuyo (18/0), Shin Asahina (2/0), Masao Kiba (30/0), Noritada Saneyoshi (15/0), Satoshi Yamaguchi (29/2), Masahiro Andō (2/0), Marcelinho (21/3), Takahiro Futagawa (28/2), Magrao (29/22), Fabinho (20/0), Masanobu Matsunami (23/5), Shigeru Morioka (21/1), Masashi Ōguro (6/1), Tōru Araiba (30/1), Kōta Yoshihara (27/11), Kōki Habata (2/0), Ryōta Tsuzuki (12/0), Toshihiro Matsushita (5/0), Satoshi Nakayama (12/2), Hideo Hashimoto (18/0), Yasuhito Endō (30/5), Hiroshige Yanagimoto (11/0), Tsuneyasu Miyamoto (20/1) |
| Vissel Kobe          | Makoto Kakegawa (30/0), Kōji Maeda (3/0), Ataliba (7/1), Sidiclei (27/6), Tomo Sugawara (21/0), Kōji Yoshimura (16/0), Masayuki Okano (24/1), Shōji Jō (25/1), Shigeyoshi Mochizuki (25/1), Kazuyoshi Miura (17/3), Ryūji Bando (26/4), Masaya Nishitani (9/1), Naoya Saeki (23/2), Yukio Tsuchiya (28/1), Mitsunori Yabuta (19/0), Takayuki Yamaguchi (2/0), Daniel (11/1), Harison (11/3), Yasutoshi Miura (7/0), Takashi Hirano (28/1), Kazuhiro Mori (1/0), Kunie Kitamoto (22/1), Tōru Irie (5/0), Shūsuke Tsubouchi (1/0), Oseas (15/6) |
| Sanfrecce Hiroshima  | Takashi Shimoda (29/0), Shin’ya Kawashima (8/0), Kentarō Sawada (26/2), Hiroyoshi Kuwabara (14/0), Yūichi Komano (27/1), Tulio (22/1), Kōji Morisaki (22/6), Kazuyuki Morisaki (25/1), Yutaka Takahashi (15/1), Tatsuhiko Kubo (28/7), Chikara Fujimoto (29/4), Naoki Naruo (3/0), Kyōhei Yamagata (1/0), Yūki Matsushita (13/0), Naoya Umeda (14/1), Kōta Hattori (21/0), Kōsuke Yatsuda (7/0), Ken’ichi Uemura (10/1), Susumu Ōki (18/4), Takuto Hayashi (1/0), Ri Han-jae (1/0), Hiroto Mogi (15/2), Genki Nakayama (6/0), Yoshirō Nakamura (4/0), Billong (25/0), Milo (8/0), Yūshi Ozaki (2/0), Jun Ideguchi (7/0), Erceg (10/1) |

## Statistik

### Erste Halbserie
Die erste Halbserie begann am 2. März 2002 und endete am 17. August 2002. Aufgrund der Fußball-Weltmeisterschaft 2002 wurden zwischen dem 21. April und dem 13. Juli keine Spiele ausgetragen. Die Halbserie wurde von Júbilo Iwata gewonnen.

#### Tabelle
| Pl. | Verein               | Sp | Siege | Siege | U | Niederl. | Niederl. | Tore  | Diff. | Pkte | Kommentare                                  |
| Pl. | Verein               | Sp | 90′   | GG    | U | 90′      | GG       | Tore  | Diff. | Pkte | Kommentare                                  |
| --- | -------------------- | -- | ----- | ----- | - | -------- | -------- | ----- | ----- | ---- | ------------------------------------------- |
| 01. | Júbilo Iwata         | 15 | 9     | 4     | 1 | 01       | 0        | 39:17 | +22   | 36   | Qualifikation zur Suntory Championship 2002 |
| 02. | Yokohama F. Marinos  | 15 | 8     | 3     | 3 | 01       | 0        | 28:11 | +17   | 33   |                                             |
| 03. | Nagoya Grampus Eight | 15 | 9     | 1     | 0 | 04       | 1        | 28:18 | +10   | 29   |                                             |
| 04. | Gamba Osaka          | 15 | 8     | 1     | 1 | 03       | 2        | 35:19 | +16   | 27   |                                             |
| 05. | Kashima Antlers      | 15 | 9     | 0     | 0 | 04       | 2        | 21:18 | +03   | 27   |                                             |
| 06. | Kyōto Purple Sanga   | 15 | 5     | 4     | 1 | 05       | 0        | 26:18 | +08   | 24   |                                             |
| 07. | Shimizu S-Pulse      | 15 | 5     | 3     | 3 | 04       | 0        | 17:19 | −02   | 24   |                                             |
| 08. | JEF United Ichihara  | 15 | 6     | 1     | 3 | 04       | 1        | 22:23 | −01   | 23   |                                             |
| 09. | Vegalta Sendai       | 15 | 6     | 1     | 0 | 05       | 3        | 23:27 | −04   | 20   |                                             |
| 10. | FC Tokyo             | 15 | 5     | 0     | 2 | 06       | 2        | 23:27 | −04   | 17   |                                             |
| 11. | Urawa Red Diamonds   | 15 | 3     | 2     | 1 | 07       | 2        | 21:24 | −03   | 14   |                                             |
| 12. | Tokyo Verdy 1969     | 15 | 2     | 3     | 1 | 09       | 0        | 15:24 | −09   | 13   |                                             |
| 13. | Vissel Kōbe          | 15 | 3     | 1     | 1 | 05       | 5        | 12:22 | −10   | 12   |                                             |
| 14. | Kashiwa Reysol       | 15 | 3     | 1     | 0 | 10       | 1        | 20:31 | −11   | 11   |                                             |
| 15. | Sanfrecce Hiroshima  | 15 | 3     | 0     | 1 | 09       | 2        | 14:26 | −12   | 10   |                                             |
| 16. | Consadole Sapporo    | 15 | 2     | 0     | 0 | 09       | 4        | 15:35 | −20   | 06   |                                             |

### Zweite Halbserie
Die zweite Halbserie begann am 31. August 2002 und endete am 30. November 2002. Júbilo Iwata gewann auch diese Halbserie, damit entfielen gemäß den Wettbewerbsregularien die Endspiele um die J.League-Meisterschaft.

#### Tabelle
| Pl. | Verein               | Sp | Siege | Siege | U | Niederl. | Niederl. | Tore  | Diff. | Pkte | Kommentare                                  |
| Pl. | Verein               | Sp | 90′   | GG    | U | 90′      | GG       | Tore  | Diff. | Pkte | Kommentare                                  |
| --- | -------------------- | -- | ----- | ----- | - | -------- | -------- | ----- | ----- | ---- | ------------------------------------------- |
| 01. | Júbilo Iwata         | 15 | 9     | 4     | 0 | 2        | 0        | 33:13 | +20   | 35   | Qualifikation zur Suntory Championship 2002 |
| 02. | Gamba Osaka          | 15 | 7     | 3     | 0 | 4        | 1        | 24:13 | +11   | 27   |                                             |
| 03. | Kashima Antlers      | 15 | 8     | 1     | 0 | 6        | 0        | 25:21 | +04   | 26   |                                             |
| 04. | Tokyo Verdy 1969     | 15 | 6     | 2     | 2 | 4        | 1        | 26:19 | +07   | 24   |                                             |
| 05. | FC Tokyo             | 15 | 6     | 2     | 0 | 6        | 1        | 20:19 | +01   | 22   |                                             |
| 06. | Yokohama F. Marinos  | 15 | 5     | 3     | 1 | 6        | 0        | 16:16 | ±0    | 22   |                                             |
| 07. | Kyōto Purple Sanga   | 15 | 6     | 2     | 0 | 6        | 1        | 18:24 | −06   | 22   |                                             |
| 08. | Urawa Red Diamonds   | 15 | 4     | 4     | 1 | 4        | 2        | 20:14 | +06   | 21   |                                             |
| 09. | Kashiwa Reysol       | 15 | 6     | 0     | 3 | 4        | 2        | 18:17 | +01   | 21   |                                             |
| 10. | Vissel Kōbe          | 15 | 5     | 1     | 2 | 4        | 3        | 21:22 | −01   | 19   |                                             |
| 11. | JEF United Ichihara  | 15 | 6     | 0     | 0 | 8        | 1        | 16:19 | −03   | 18   |                                             |
| 12. | Shimizu S-Pulse      | 15 | 5     | 1     | 0 | 7        | 2        | 16:24 | −08   | 17   |                                             |
| 13. | Nagoya Grampus Eight | 15 | 5     | 0     | 1 | 7        | 2        | 21:23 | −02   | 16   |                                             |
| 14. | Sanfrecce Hiroshima  | 15 | 4     | 1     | 2 | 4        | 4        | 18:21 | −03   | 16   |                                             |
| 15. | Vegalta Sendai       | 15 | 3     | 1     | 1 | 8        | 2        | 17:30 | −13   | 12   |                                             |
| 16. | Consadole Sapporo    | 15 | 2     | 1     | 1 | 7        | 4        | 15:29 | −14   | 09   |                                             |

### Gesamttabelle
| Pl.                    | Verein               | Sp | Siege | Siege | U | Niederl. | Niederl. | Tore  | Diff. | Pkte | Kommentare                                |
| Pl.                    | Verein               | Sp | 90′   | GG    | U | 90′      | GG       | Tore  | Diff. | Pkte | Kommentare                                |
| ---------------------- | -------------------- | -- | ----- | ----- | - | -------- | -------- | ----- | ----- | ---- | ----------------------------------------- |
| 01.                    | Júbilo Iwata         | 30 | 18    | 8     | 1 | 03       | 0        | 72:30 | +42   | 71   |                                           |
| 02.                    | Yokohama F. Marinos  | 30 | 13    | 6     | 4 | 07       | 0        | 44:27 | +17   | 55   |                                           |
| 03.                    | Gamba Osaka          | 30 | 15    | 4     | 1 | 07       | 3        | 59:32 | +27   | 54   |                                           |
| 04.                    | Kashima Antlers      | 30 | 17    | 1     | 0 | 10       | 2        | 46:39 | +07   | 53   |                                           |
| 05.                    | Kyōto Purple Sanga   | 30 | 11    | 6     | 1 | 11       | 1        | 44:42 | +02   | 46   |                                           |
| 06.                    | Nagoya Grampus Eight | 30 | 14    | 1     | 1 | 11       | 3        | 49:41 | +08   | 45   |                                           |
| 07.                    | JEF United Ichihara  | 30 | 12    | 1     | 3 | 12       | 2        | 38:42 | −04   | 41   |                                           |
| 08.                    | Shimizu S-Pulse      | 30 | 10    | 4     | 3 | 11       | 2        | 33:43 | −10   | 41   |                                           |
| 09.                    | FC Tokyo             | 30 | 11    | 2     | 2 | 12       | 3        | 43:46 | −03   | 39   |                                           |
| 10.                    | Tokyo Verdy 1969     | 30 | 08    | 5     | 3 | 13       | 1        | 41:43 | −02   | 37   |                                           |
| 11.                    | Urawa Red Diamonds   | 30 | 07    | 6     | 2 | 11       | 4        | 41:38 | +03   | 35   |                                           |
| 12.                    | Kashiwa Reysol       | 30 | 09    | 1     | 3 | 14       | 3        | 38:48 | −10   | 32   |                                           |
| 13.                    | Vegalta Sendai       | 30 | 09    | 2     | 1 | 13       | 5        | 40:57 | −17   | 32   |                                           |
| 14.                    | Vissel Kōbe          | 30 | 08    | 2     | 3 | 09       | 8        | 33:44 | −11   | 31   |                                           |
| 15.                    | Sanfrecce Hiroshima  | 30 | 07    | 1     | 3 | 13       | 6        | 26:47 | −15   | 32   | Absteiger in die J.League Division 2 2003 |
| 16.                    | Consadole Sapporo    | 30 | 04    | 1     | 1 | 16       | 8        | 30:64 | −34   | 15   | Absteiger in die J.League Division 2 2003 |
| Stand: Ende der Saison |                      |    |       |       |   |          |          |       |       |      |                                           |

### Suntory Championship
Erstmals in der Geschichte der J.League gab es keine Endspiele. Grund hierfür war die Tatsache, dass beide Halbserien von Júbilo Iwata gewonnen wurden, was gemäß der Wettbewerbsregularien automatisch zum Meistertitel führte. Für Júbilo war es der dritte J.League-Titel nach 1997 und 1999 und die vierte japanische Meisterschaft insgesamt; unter dem Namen Yamaha Motors gelang der Gewinn der Japan Soccer League 1987/88.